# Saut Hermès

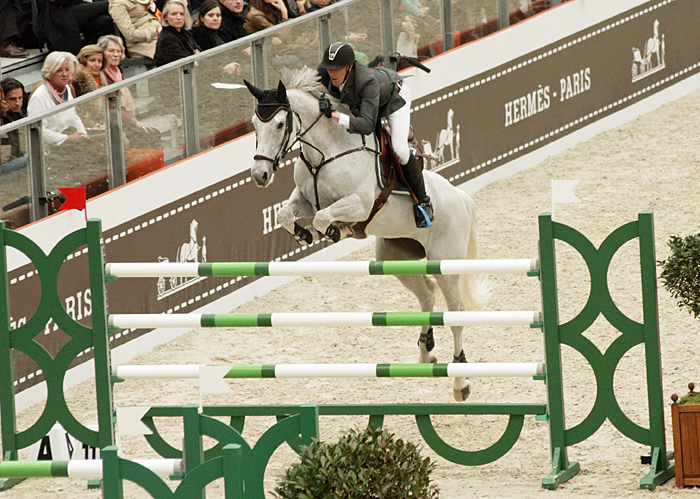
Silvana*HDC et Kevin Staut au saut Hermès de 2012.

Le Saut Hermès est une compétition internationale de saut d'obstacles organisée chaque année depuis 2009 au printemps par la volonté de la maison Hermès International, dans le Grand Palais à Paris.

## Historique
En raison de la pandémie de Covid-19 en France, les éditions 2020 et 2021 sont respectivement annulées par le comité d'organisation.

## Palmarès
| Édition | Année | Vainqueur(e)                                          | Pays                                                  | Nom du cheval                                         | Commentaires                       |
| ------- | ----- | ----------------------------------------------------- | ----------------------------------------------------- | ----------------------------------------------------- | ---------------------------------- |
| 1re     | 2010  | Marcus Ehning (1/2)                                   | Allemagne                                             | Sabrina                                               | .                                  |
| 2e      | 2011  | Christian Ahlmann Rik Hemeryck                        | Allemagne Belgique                                    | Taloubet Z Quarco de Kerambars                        | Ex æquo lors du barrage (40,71 s). |
| 3e      | 2012  | Katharina Offel (en)                                  | Ukraine                                               | Cathleen                                              | .                                  |
| 4e      | 2013  | Ludger Beerbaum                                       | Allemagne                                             | Chaman                                                | .                                  |
| 5e      | 2014  | Marcus Ehning (2/2)                                   | Allemagne                                             | Cornado NRW                                           | .                                  |
| 6e      | 2015  | Romain Duguet                                         | Suisse                                                | Quorida de Treho                                      | .                                  |
| 7e      | 2016  | Abdelkebir Ouaddar                                    | Maroc                                                 | Quickly de Kreisker                                   | Du 18 au 20 mars.                  |
| 8e      | 2017  | Edwina Tops-Alexander                                 | Australie                                             | California                                            | Du 17 au 19 mars.                  |
| 9e      | 2018  | Simon Delestre (1/3)                                  | France                                                | Ryan (1/2)                                            | Du 16 au 18 mars.                  |
| 10e     | 2019  | Simon Delestre (2/3)                                  | France                                                | Ryan (2/2)                                            | Du 22 au 24 mars.                  |
| –       | 2020  | Annulé en raison de la pandémie de Covid-19 en France | Annulé en raison de la pandémie de Covid-19 en France | Annulé en raison de la pandémie de Covid-19 en France | Prévu du 20 au 22 mars,.           |
| –       | 2021  | Annulé en raison de la pandémie de Covid-19 en France | Annulé en raison de la pandémie de Covid-19 en France | Annulé en raison de la pandémie de Covid-19 en France | Prévu du 19 au 21 mars.            |
| 11e     | 2022  | Kevin Staut                                           | France                                                | Cheppetta                                             | Du 18 au 20 mars.                  |
| 12e     | 2023  | Victor Bettendorf                                     | Luxembourg                                            | Mr Tac                                                | Du 17 au 19 mars.                  |
| 13e     | 2024  | Julien Anquetin                                       | France                                                | Blood Diamond                                         | Du 15 au 17 mars.                  |
| 14e     | 2025  | Simon Delestre (3/3)                                  | France                                                | Cayman Jolly Jumper                                   | Du 21 au 23 mars[réf. nécessaire]. |